# Zoanthus sansibaricus
Zoanthus sansibaricus is een Zoanthideasoort uit de familie van de Zoanthidae. De wetenschappelijke naam van de soort is voor het eerst geldig gepubliceerd in 1900 door Carlgren.